# Liste von Philosophinnen
Diese Liste der Philosophinnen erfasst bekannte Philosophinnen in chronologischer Reihenfolge nach ihrem Geburtsjahr (siehe auch Frauen in der Philosophie).

## Antike
- Theano (* spätes 6. Jh. v. Chr.), griechische Pythagoreerin (Existenz zweifelhaft), verheiratet mit Pythagoras
- Arete von Kyrene (* um 400 v.–330 v. Chr.), antike griechische Kyrenaikerin und Schuloberhaupt
- Aspasia aus Milet (um 460–401 v. Chr.), griechische Rednerin und Philosophin, verheiratet mit Perikles
- Hipparchia aus Thrakien (* um 340 v. Chr.), Anhängerin des Kynismus
- Leontion (* um 300 v. Chr.), athenische Hetäre, bekannt durch Schönheit, Geist und hohe Bildung
- Diotima aus Matineia (unklar, ob echt oder erfunden), weise Frau, Figur in Platons Symposion
- Ban Zhao (* um 45–117), chinesische Hofdame, Philosophin und Historikerin
- Arria, eine im 2. Jahrhundert n. Chr. lebende Anhängerin der Philosophie Platons
- Hypatia von Alexandria (um 370–415), spätantike Mathematikerin, Astronomin und Philosophin
- Asklepigenia (430–485), griechische Philosophin und Mystikerin, Schwerpunkte: Theurgie, Platon, Aristoteles.

## Mittelalter
- Aidesia, (5. Jahrhundert n. Chr.), Philosophin der neuplatonischen Schule die in Alexandria lebte
- Heloisa (* um 1095–1164), Äbtissin, Philosophin, die Ehefrau des Philosophen und Theologen Peter Abaelard. Heloisa hat Abelards Ethik, Theologie und Philosophie der Liebe stark beeinflusst.[1][2]
- Christine de Pizan (1365–1430), französische Schriftstellerin und Philosophin
- Hildegard von Bingen (1098–1179), deutsche Äbtissin, Dichterin, Komponistin, Universalgelehrte, Mystikerin und Autorin
- Mechthild von Magdeburg (1210–1282), deutsche Zisterzienserin, Mystikerin und Autorin

## Frühe Neuzeit
- Moderata Fonte (eigentlich Modesta Pozzo; 1555–1592), Religionskritikerin, Feministin
- Marie de Gournay (1565–1645), Philosophin, Religionskritikerin, Feministin, Übersetzerin, literarische Nachlassverwalterin Michel de Montaignes
- Lucretia Marinella (1571–1653), italienische Schriftstellerin und Frauenrechtlerin. Sie hinterfragte die Argumente gegen weibliche Selbstbestimmung und stellte sich gegen das aristotelische Frauenbild
- Mary Astell  (1666–1731), englische Feministin, Rhetorikerin, Philosophin
- Elisabeth von der Pfalz (1618–1680) Korrespondenzpartnerin von Descartes. Der Briefwechsel wird mittlerweile in der Descartes-Forschung als eine der wichtigsten Quellen angesehen.[3]
- Margaret Cavendish (1623–1673), englische Adelige, Schriftstellerin, Philosophin und Wissenschaftlerin
- Anne Conway (1631–1679), englische Philosophin. Sie war eine der ersten Frauen deren Werk gedruckt und verlegt wurde.[4]
- Elena Lucrezia Cornaro Piscopia (1646–1684), Philosophin, weltweit die erste Frau mit einem Doktorgrad
- Catharine Trotter Cockburn (1674–1749), englische Romanschriftstellerin, Dramatikerin und Philosophin. Sie schrieb über Moralphilosophie, theologische Traktate und führte eine umfangreiche Korrespondenz.[5][6]

## 18. Jahrhundert
- Émilie du Châtelet (1706–1749), französische Mathematikerin, Physikerin, Philosophin und Übersetzerin. Mitautorin der Elemente der Philosophie Newtons
- Laura Bassi (1711–1778), Philosophin und Physikerin, erste Universitätsprofessorin der Geschichte
- Isabelle de Charrière, auch unter dem Namen Belle van Zuylen, (1740–1805), Femme de Lettres, Autorin
- Olympe de Gouges (1748–1793), Frauenrechtlerin, Revolutionärin und Schriftstellerin. Verfasserin der Erklärung der Rechte der Frau und Bürgerin
- Mary Wollstonecraft (1759–1797), Frauenrechtlerin, Erziehungstheoretikerin

## 19. Jahrhundert
- Marianna Bacinetti Florenzi Waddington (1802–1870), italienische Übersetzerin philosophischer Schriften, Philosophin
- Victoria Welby (1837–1912), britische Philosophin, Schwerpunkte: Arbeiten zur Theorie der sprachlichen Bedeutung
- Bertha von Suttner (1843–1914), österreichische Pazifistin, Friedensforscherin und Schriftstellerin
- Helene von Druskowitz (1856–1918), österreichische Philosophin, Literatur- und Musikkritikerin
- Jane Addams (1860–1935), US-amerikanische Pragmatische Philosophin, Aktivistin, Pazifistin[7]
- Lou Andreas-Salomé (1861–1937), deutsche Schriftstellerin und Psychoanalytikerin, die durch ihr literarisches Schaffen im Bereich der Religion, Philosophie und Kulturwissenschaft bekannt wurde[8]
- Ricarda Huch (1864–1947), deutsche Schriftstellerin und Philosophin[9]
- Maria Montessori (1870–1952), italienische Ärztin, Reformpädagogin und Philosophin
- Margarete Adam (1885–1946), deutsche Philosophin
- Hedwig Conrad-Martius (1888–1966), deutsche Philosophin und Autorin
- Emilia Nobile (1889–1963)

## 20. Jahrhundert

### 1900–1950
- Helene Stöcker (1869–1943), deutsche Frauenrechtlerin, Publizistin und Sexualreformerin
- Rosa Luxemburg (1871–1919), Antimilitaristin, Internationalistin, Marxistin
- Anna Tumarkin (1875–1951), Schweizer Philosophin, erste Professorin Europas mit den vollen Rechten, Doktoranden und Habilitanden zu prüfen
- Hedwig Conrad-Martius (1888–1966), deutsche Philosophin, Phänomenologin
- Susan Stebbing (1885–1943), britische Philosophin, Gründerin der Zeitschrift Analysis, Schwerpunkte: Analytische Philosophie
- Edith Stein (1891–1942), deutsche Philosophin und Frauenrechtlerin jüdischer Herkunft, Nonne, Mystikerin, Pädagogin
- Susanne K. Langer (1895–1985), US-amerikanische Philosophin, Schwerpunkt: symbolische Logik
- Margarete Adam (1885–1946), deutsche Philosophin und Hochschullehrerin
- Käte Hamburger (1896–1992), u. a. Ästhetik, Literaturwissenschaftlerin
- Maria Ossowska (1896–1974), polnische Moralphilosophin und Soziologin der Lwów-Warschau-Schule
- Katharina Kanthack (1901–1986), deutsche Philosophin, Heidegger-Schülerin und Schriftstellerin
- Dorothy Emmet (1904–2000), britische Philosophin, Schwerpunkte: Prozessphilosophie, Politische Philosophie, Religionsphilosophie
- Izydora Dąmbska (1904–1983), polnische Erkenntnistheoretikerin der Lwów-Warschau-Schule
- Maria Kokoszyńska-Lutmanowa (1905–1981), polnische Philosophin, Schwerpunkt: Logik. Kritikerin des Neopositivismus des Wiener Kreises und der relativistischen Wahrheitstheorie[10]
- Ayn Rand (1905–1982), US-amerikanische Schriftstellerin und Philosophin, Begründerin des Objektivismus
- Hannah Arendt (1906–1975), deutsch-US-amerikanische politische Theoretikerin und Publizistin
- Simone de Beauvoir (1908–1986), französische Philosophin, Schriftstellerin, Vertreterin des Existentialismus, Feministin
- Sofia Vanni Rovighi (1908–1990), italienische Philosophiehistorikerin
- Simone Weil (1909–1943), französische Philosophin und politische Aktivistin, Schwerpunkte: Gesellschaftstheorie, mystische Religionsphilosophie, Marxismus
- Jeanne Hersch (1910–2000), Schweizer Existenzphilosophin, Pädagogin und Schriftstellerin
- Elfriede Walesca Tielsch (1910–1993), deutsche Philosophin und Mitbegründerin der „Internationalen Assoziation von Philosophinnen“
- Maria Schätzle Pseudonym: M. A. C. Otto (1918–2005), deutsche Philosophin, Schwerpunkt Phänomenologin
- Elizabeth Anscombe (1919–2001), britische Philosophin. Schwerpunkte: Analytische Philosophie, Handlungstheorie, Tugendethik. Expertin u. a. für Wittgenstein.
- Iris Murdoch (1919–1999), anglo-irische Moralphilosophin und Literatin
- Philippa Foot (1920–2010), britische Philosophin, Ethikerin, Mitbegründerin der modernen Tugendethik
- Ruth Barcan Marcus (1921–2012), US-amerikanische Philosophin und Logikerin
- Anna-Teresa Tymieniecka (1923–2014), polnisch-amerikanische Philosophin, Arbeitsschwerpunkt Phänomenologie
- Mary Hesse (1924–2016), britische Philosophin, Schwerpunkt: Wissenschaftstheorie
- Elisabeth Ströker (1928–2000), deutsche Philosophin und Wissenschaftshistorikerin, Schwerpunkte: Wissenschaftsphilosophie, Phänomenologie, Logik, Erkenntnistheorie, arabische Philosophie
- Judith Nisse Shklar (1928–1992), jüdisch-amerikanische Politologin, eine der wichtigsten Theoretikerinnen des Liberalismus[11]
- Ágnes Heller (1929–2019), ungarische Philosophin
- Judith Jarvis Thomson (1929–2020), US-amerikanische Philosophin, Schwerpunkte: Ethik und Metaphysik
- Luce Irigaray (* 1930), Poststrukturalismus und Gender Studies
- Amélie Oksenberg Rorty (1932–2020), US-amerikanische Philosophin und Philosophiehistorikerin
- Mariateresa Fumagalli Beonio Brocchieri (* 1933), italienische Hochschullehrerin, Philosophie des Mittelalters
- Claude Imbert (* 1933), französische Philosophin und Logikerin, Übersetzerin von Gottlob Frege
- Ruth Millikan (* 1933), US-amerikanische Philosophin, Schwerpunkte:Philosophie des Geistes, Neurophilosophie, Sprachphilosophie, Semantik
- Sarah Kofman (1934–1994), französische Philosophin der Poststrukturalistischen Theorie und Essayistin
- Ute Guzzoni (* 1934), Philosophin und Hochschullehrerin
- Sandra Harding (1935–2025), US-amerikanische Philosophin und feministische Wissenschaftskritikerin. Schwerpunkte: Wissenschaftstheorie und Erkenntnistheorie
- Monique Dixsaut geborene Bensimon (* 1935), französische Philosophiehistorikerin, Schwerpunkte: Platon, Friedrich Nietzsche
- Cora Diamond (* 1937), US-amerikanische Philosophin, „resolute“ Lesart von Wittgenstein, Moralphilosophin
- Brigitte Weisshaupt (* 1939), Gründungsmitglied der Internationalen Assoziation von Philosophinnen (IAPh) und Mitglied der schweizerischen Nationalen Ethikkommission (NEK).[12] Sie gilt als „Klassikerin des modernen Feminismus“.[13]
- Luisa Muraro (* 1940), italienische Philosophin, Vordenkerin des italienischen Differenzfeminismus
- Helga Kuhse (* 1940), deutsch-australische Philosophin, Schwerpunkte: Utilitarismus,  Bioethik
- Dorothea Frede (* 1941), deutsche Philosophin, Schwerpunkte: antike Philosophie, mittelalterlichen Philosophie, Phänomenologie und Hermeneutik.
- Karen Gloy (* 1941), deutsche Philosophin, Mitbegründerin der Internationalen Gesellschaft „Systeme der Philosophie“ und Mitglied mehrerer wissenschaftlicher Beiräte
- Julia Kristeva (* 1941), bulgarisch-französische Philosophin, Psychoanalytikerin und Autorin, prägte den Begriff Intertextualität
- Annemarie Pieper (1941–2024), deutsche Philosophin, Schwerpunkte: Ethik u. a. praktische Philosophie
- Patricia Churchland (* 1943), kanadische Philosophin, Schwerpunkte: Philosophie des Geistes, Neurophilosophie, Neuroethik
- Chantal Mouffe (* 1943), belgische postmarxistische Politikwissenschaftlerin, Schwerpunkt Politische Theorie
- Gisela Striker (* 1943), deutsche Philosophiehistorikerin, Schwerpunkte: antike Philosophie, Erkenntnistheorie und Ethik
- Nancy Cartwright (* 1944), US-amerikanische Philosophin, Wissenschaftstheoretikerin, Schwerpunkte: wissenschaftlicher Realismus, Theoriebildung, Kausalität und Evidenz in der Physik
- Donna Haraway (* 1944), US-amerikanische Naturwissenschaftshistorikerin und Frauenforscherin[14][15]
- Élisabeth Badinter (* 1944), französische, Philosophin und Autorin, Schwerpunkte: Geschichte, Philosophie und Soziologie der Frau, Zeitalter der Aufklärung
- Helen Longino (* 1944), US-amerikanische Philosophin und Wissenschaftstheoretikerin
- Herta Nagl-Docekal (* 1944), österreichische Philosophin
- Susan Haack (* 1945), englische Philosophin, Schwerpunkte: Logik, Wissenschaftstheorie
- Hanna-Barbara Gerl-Falkovitz (* 1945), deutsche Philosophin, Sprach- und Politikwissenschaftlerin
- Susan Moller Okin (1946–2004), US-amerikanische Philosophin und Frauenrechtlerin
- Elisabeth List (1946–2019), österreichische Philosophin[16] Schwerpunkte: Wissenschaftstheorie, Theorie der Sozial- und Kulturwissenschaften, Gesellschaftstheorie, Feministische Theorie, Theorien des Lebendigen, Biotechnologie, Philosophische Anthropologie.[17]
- Adriana Cavarero (* 1947), italienische Philosophin, Feministin, und Autorin
- Martha Nussbaum (* 1947), US-amerikanische Philosophin, Schwerpunkte: Rechtswissenschaften und Ethik
- Nancy Fraser (* 1947), US-amerikanische Politikwissenschaftlerin und Feministin, Schwerpunkt Kritische Theorie
- Geneviève Fraisse (* 1948), französische Philosophin, Autorin, Historikerin und Politikerin
- Margarete Maurer (* 1949), deutsch-österreichische Biochemikerin, Philosophin und Autorin, Schwerpunkte: feministische Forschung und Theorieentwicklung
- Seyla Benhabib (* 1950), US-amerikanische Philosophin, Schwerpunkte: Politische Theorie, Politische Philosophie, sozialpolitische Ideengeschichte, feministische Theorie und Kritische Theorie[18]; Gender-Theoretikerin
- Mary Louise Gill (* 1950), US-amerikanische Klassische Philologin und Philosophiehistorikerin.
- Christina Hoff Sommers (* 1950), US-amerikanische Philosophin und Autorin, Schwerpunkte: Jugendliche, Feminismus, moralische Werte in der US-amerikanischen Gesellschaft

### 1951–2000
- Ursula Wolf (* 1951), deutsche Philosophin, Schwerpunkte: Philosophie der Antike, praktische Philosophie (insbesondere Handlungstheorie, Theorie des guten Lebens, Moraltheorie, Tierethik)
- Vandana Shiva (* 1952), Bürgerrechtlerin, Feministin, Naturschützerin
- Christine Marion Korsgaard (* 1952), US-amerikanische Philosophin, die sich mit Ethik und Immanuel Kants befasst
- Herlinde Pauer-Studer (* 1953), österreichische Philosophin, Schwerpunkte: Ethik, Politische Philosophie, Analytische, Feministische Philosophie[19]
- Birgit Recki (* 1954), deutsche Philosophin für praktische Philosophie, Kant, Ästhetik
- Maria Nühlen (* 1954), deutsche Philosophin für Sozial- und Kulturphilosophie
- Rosi Braidotti (* 1954), italienisch-australische Philosophin und Theoretikerin des Feminismus. Hauptvertreterin der Gender Studies und des Posthumanismus
- Monique Canto-Sperber (* 1954), französische Philosophin und Philosophiehistorikerin. Sie war Direktorin der École normale supérieure und Gründungsdirektorin der Université PSL, Schwerpunkte: Ethik und Erkenntnistheorie
- Linda Martín Alcoff (* 1955), US-amerikanische Philosophin, Schwerpunkte: Epistemologie, Feministische Philosophie
- Judith Butler (* 1956), US-amerikanische Philosophin, Gender-Theoretikerin, Grundlagenwerk Gender Trouble
- Renate Breuninger (* 1956), deutsche Philosophin, Schwerpunkt: Vermittlung von Philosophie über die Universität hinaus
- Donatella Di Cesare (* 1956), italienische Philosophin
- Elisabeth von Samsonow (* 1956), deutsch-österreichische Philosophin und Künstlerin
- Barbara Zehnpfennig (* 1956), deutsche Politikwissenschaftlerin, Schwerpunkte: Antike und Politische Philosophie
- Martine Nida-Rümelin (* 1957), deutsche Philosophin, Schwerpunkte: Philosophie des Geistes, Erkenntnistheorie und Sprachphilosophie
- Ruth Hagengruber (* 1958), deutsche Philosophin, Schwerpunkte: Philosophie der Ökonomie und Informatik, Geschichte der Philosophinnen
- Elizabeth S. Anderson (* 1959), US-amerikanische Philosophin, Schwerpunkte: Ethik und Wissenschaftstheorie
- Ursula Pia Jauch  (* 1959), Schweizer Philosophin und Publizistin, Schwerpunkte: Philosophie des 18. Jahrhunderts, Geschlechterdifferenz
- Sally Haslanger (* 20. Jh.), US-amerikanische Philosophin, Schwerpunkte: Metaphysik und Feministische Philosophie
- Petra Gehring (* 1961), deutsche Philosophin und Hochschullehrerin
- Angelika Krebs (* 1961), deutsche Philosophin[20] Schwerpunkte: Praktische Philosophie, angewandten Ethik, Sozialphilosophie
- Barbara Neymeyr (* 1961), deutsche Literaturwissenschaftlerin und Philosophin Schwerpunkte: Ästhetik, Nietzsche, Schopenhauer, Stoizismus
- Sadie Plant (* 1964)[21], britische Philosophin, Kulturtheoretikerin und Autorin.[22]
- Ulla Wessels (* 1965), deutsche Philosophin, Schwerpunkte: Begehren, Konsequentialismus, Wohlfahrtsgedanken, Utilitarismus, Supererogation, Moralpsychologie, Sinn des Lebens, Bioethik
- Christina Aus der Au Heymann  (* 1966), schweizerische Theologin und Philosophin
- Rahel Jaeggi (* 1967), schweizerische Philosophin, Schwerpunkte: praktische Philosophie und Sozialphilosophie
- Corine Pelluchon (* 1967), französische Philosophin, Autorin und Professorin für Philosophie
- Barbara Schmitz (* 1968), deutsche Philosophin, Schwerpunkte: Ethik, Politische Philosophie und Sprachphilosophie
- Juliane Rebentisch (* 1970), deutsche Philosophin und ästhetische Theoretikerin
- Rebekka Reinhard (* 1972), deutsche Philosophin, Autorin und Journalistin Schwerpunkte: Praktische und Feministische Philosophie
- Vanessa Albus (* 1972), deutsche Philosophin, Schwerpunkte: Philosophiedidaktik, Kanonforschung, Metaphorologie, Philosophie des 18. Jahrhunderts
- Ingrid Robeyns (* 1972), belgisch-niederländische Philosophin und Wirtschaftswissenschaftlerin, Schwerpunkte: politischen Philosophie, angewandten Ethik
- Barbara Bleisch (* 1973), Schweizer Philosophin, Moderatorin, Autorin
- Martina Roesner (* 1973), deutsche Philosophin und Theologin, Schwerpunkte: Phänomenologie, Geschichte der mittelalterlichen und neuzeitlichen Philosophie, Subjekttheorie, Philosophische Anthropologie, Lebensphilosophie, Religionsphilosophie und Neukantianismus
- Svenja Flaßpöhler (* 1975), deutsche Philosophin, Journalistin und Autorin
- Mari Mikkola (* 1977), finnische Philosophin, Schwerpunkte: feministische Philosophie und Pornografie
- María Antonia González Valerio (* 1977), mexikanische Philosophin, Schwerpunkte: Naturphilosophie, Technikphilosophie und Wissenschaftstheorie
- Ariadne von Schirach (* 1978), deutsche Autorin und Philosophin, Schwerpunkt: Philosophie der Lebenskunst
- Christine Bratu (* 1981)[23], deutsche Philosophin, Schwerpunkt: Genderforschung
- Marija Selak Raspudić (* 1982), kroatische Philosophin und Bioethikerin
- Eva von Redecker (* 1982), deutsche Philosophin und Publizistin, Schwerpunkte: Kritischer Theorie, feministischer Philosophie
- Lisa Maria Herzog (* 1983), deutsche Philosophin und Sozialwissenschaftlerin
- Simone Rosa Miller (* 1986[24]), deutsche Autorin, Moderatorin und Philosophin, Schwerpunkte: Autoritätsbegriff und Klimakrise